# Poecilominettia acuta
Poecilominettia acuta är en tvåvingeart som beskrevs av Edward Broadhead 1989. Poecilominettia acuta ingår i släktet Poecilominettia och familjen lövflugor.
Artens utbredningsområde är Panama. Inga underarter finns listade i Catalogue of Life.